# منطقة عشوائية

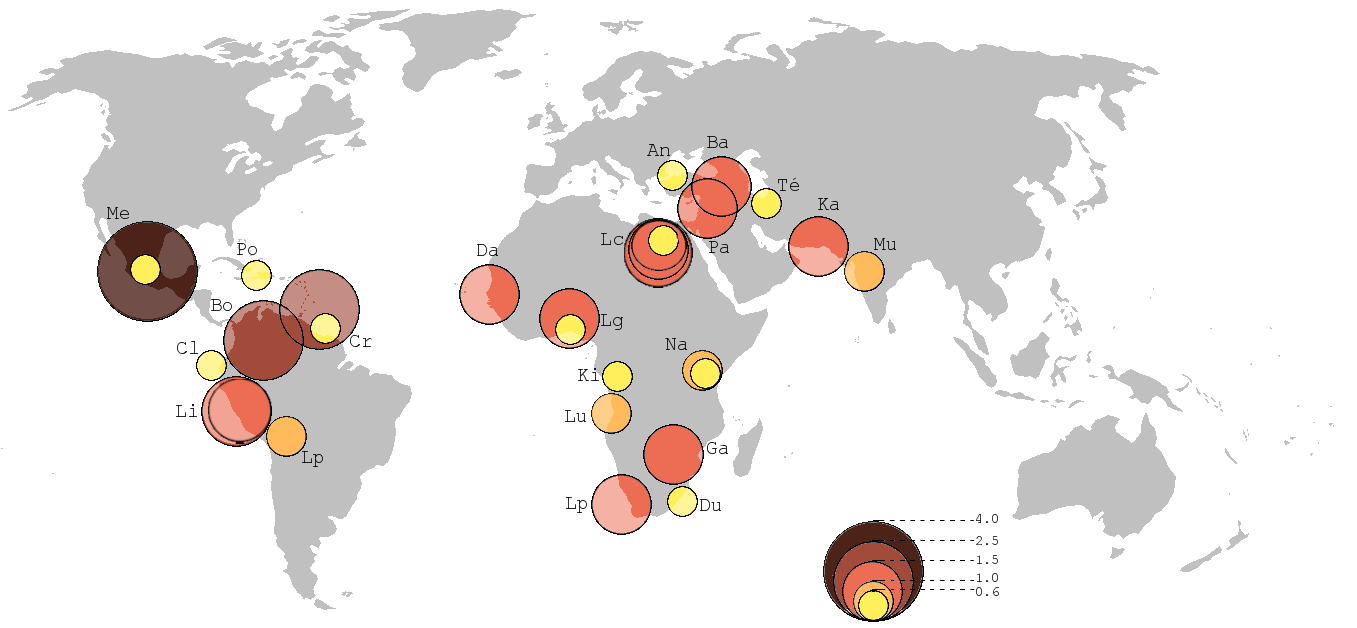
رسم بياني يظهر موقع أكبر عشوائيات العالم - وقد تنتشر العشوائات بأعداد كبيرة في دول أخرى إلا أنها صغيرة ومتفرقة

المنطقة العشوائية (عشوائيات) هي منطقة سكنية غير منظمة بنيت في الغالب بدون ترخيص وقد تفتقر لأبسط مقومات الحياة الكريمة كالماء الصالح للشرب، الكهرباء وغيرها من اساسيات العيش. كما تسمى في مصر «إسكان العشش» والمصطلح الشائع في المغرب هو «السكن غير اللائق» في الجزائر «البناء القصديري» أو «الفوضوي» وفي العراق تدعى «حواسم» أو «تجاوز». وفي اليمن بيوت عشوائية.

## السكن العشوائي

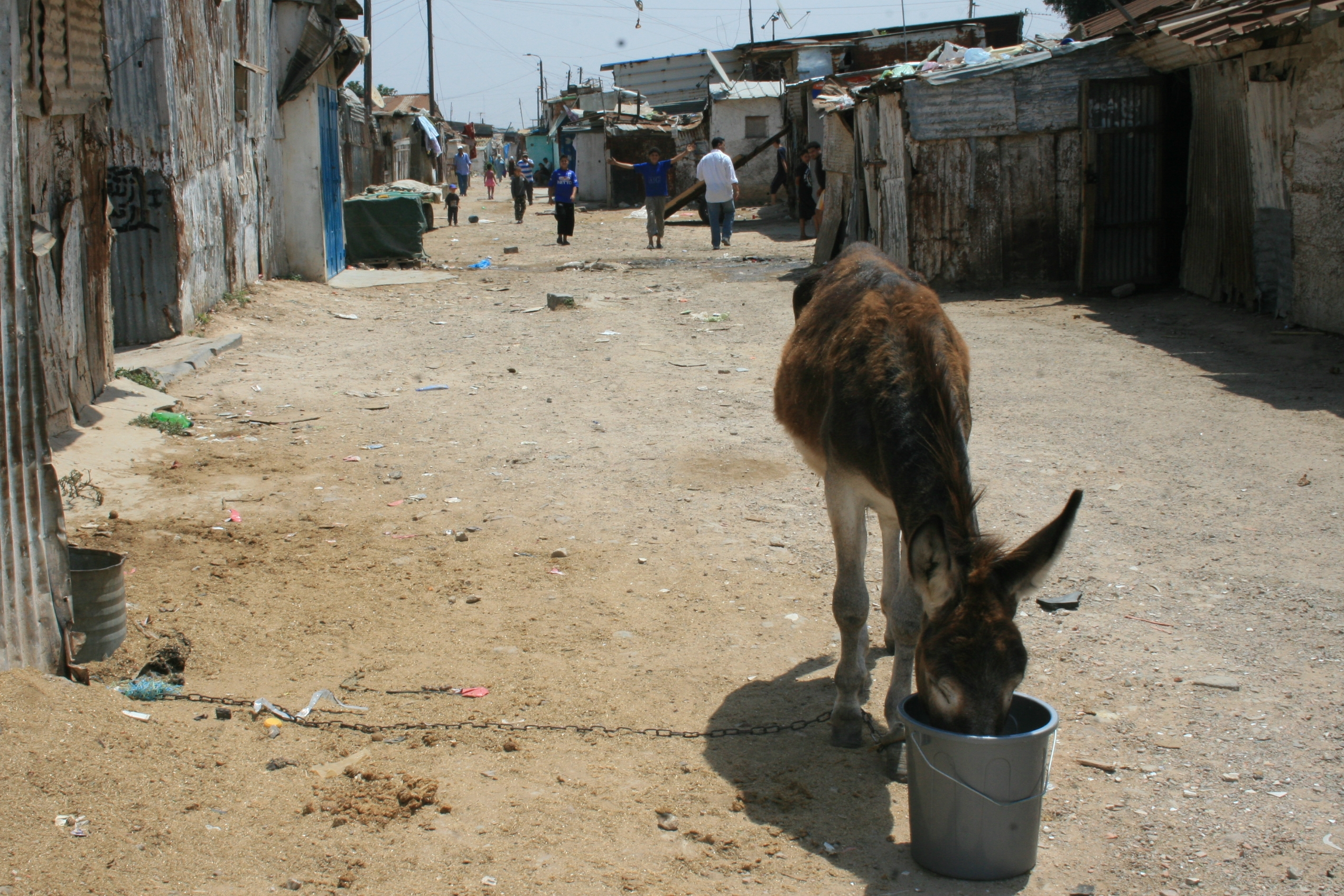
إسكان غير لائق في الدار البيضاء

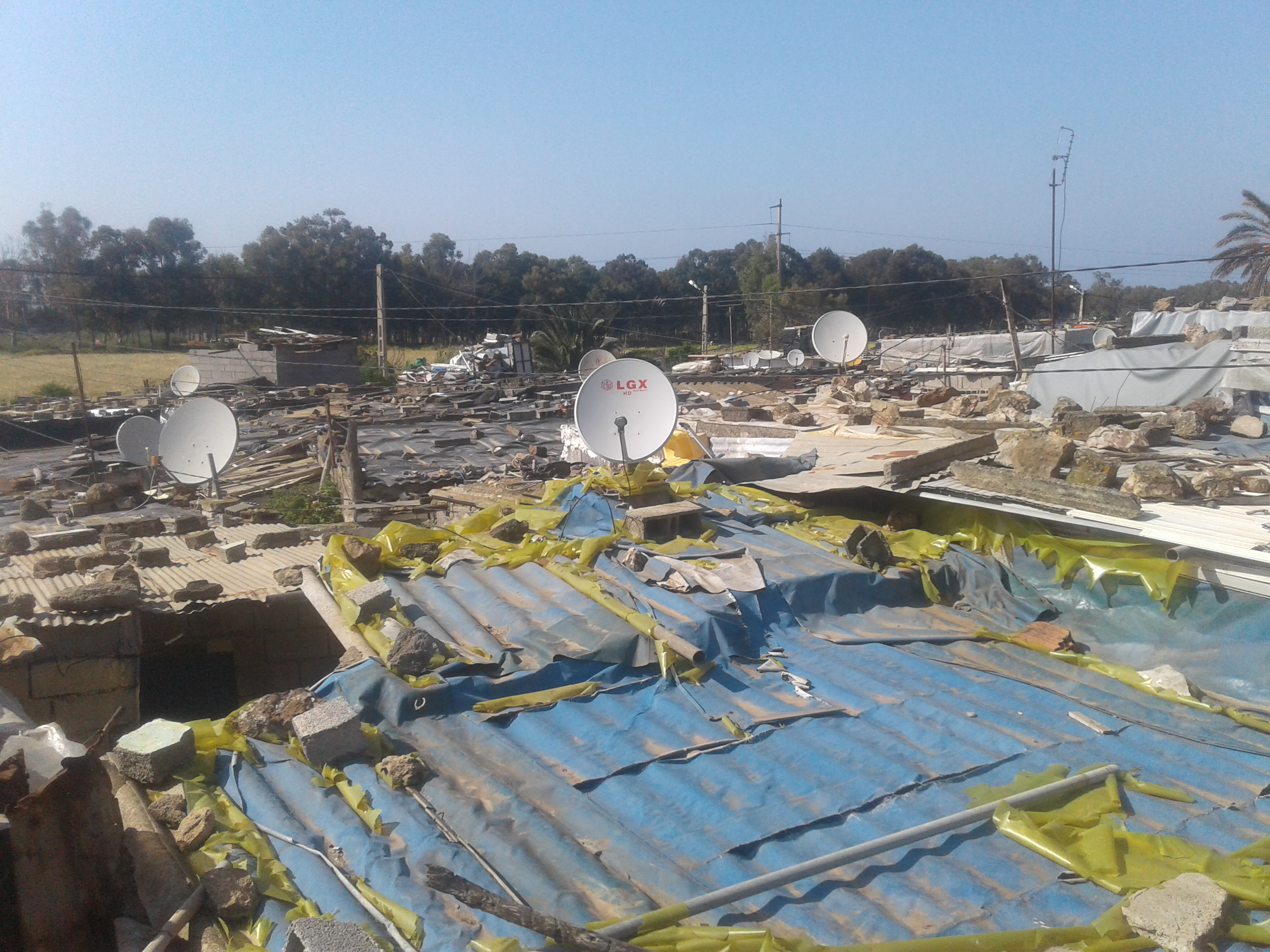
الصفيح في مدينة الصخيرات دوار الشياحنة.

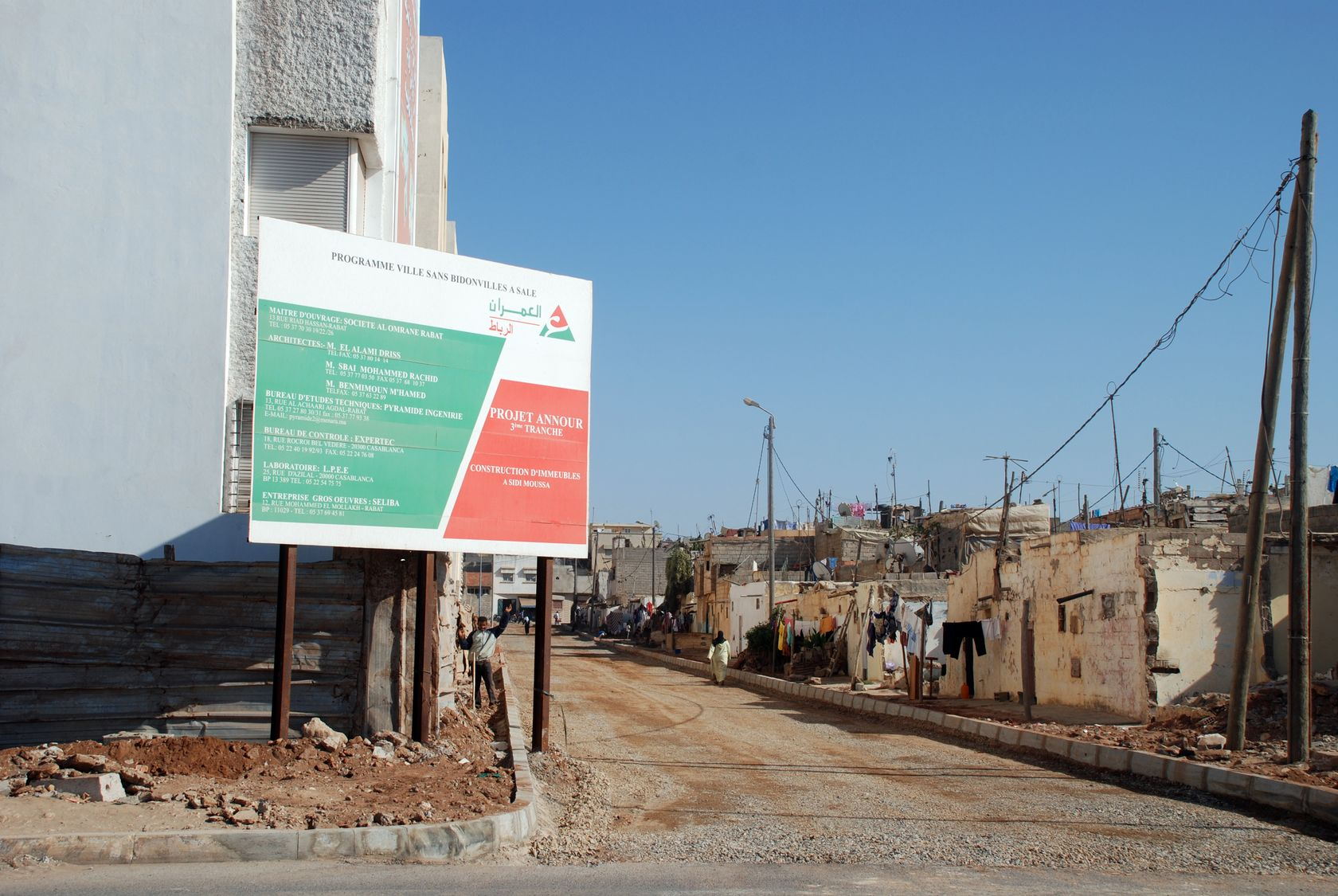
تعتزم الحكومة المغربية القضاء على السكن غير اللائق - كالذي يبدو في الصورة وهي لأحد أحياء سلا - قبل حلول عام 2020م

يقصد بالسكن العشوائي بأنه ظاهرة نمو السكان الشعبي الحر وذلك من منطلق محايد. نشأ بإرادة كاملة للشعب وتنمو طبقا لأنماط محددة ومتكررة ولاتتغير تقريباً. سواء بالنسبة لتخطيطها أو عرض شوارعها أو أبعاد قطع الأراضي بها وقد استعمل التعبير غير الرسمي لكونه بدون ترخيص.
1. ويمكن تعريف السكن العشوائي بأنه نمو مجتمعات وإنشاء مبانٍ ومناطق لاتتماشى مع النسيج العمراني للمجتمعات التي تنمو بداخلها أو حولها ومتعارضة مع الاتجاهات الطبيعية للنمو والامتداد وهي مخالفة للقوانين المنظمة للعمران.
2. وبالنظر إلى هذة التعريفات نجد أن الإسكان العشوائي يقوم بتخطيطه وتشيده الأهالي أنفُسُهم على الأراضي الزراعية والصحراوية أو أراضي الدولة وغالباً ما تكون هذه الأراضي على أطراف المدينة وهي غير مخططة وغير خاضعة للتنظيم ولايسمح بالبناء عليها.[4]

وهو إسكان عشوائي غير مخطط يقع في أدنى مراتب الإسكان ويقوم على أساس اجتهادات شخصية في التخطيط والتصميم والبناء وهو عبارة عن أكواخ بُنِيت من الخشب أو الصفيح أو الطين وأحياناً باستخدام الأقمشة البالية والكرتون وينتشر هذا النوع في العالم كله ولكنه يتضح جلياً في دول العالم الثالث حيث يأخذ شكل تجمعات متلاصقة من العشش المتراصَّة بجانب بعضها في اتجاه طولي ويلجأ الأفراد لهذا النوع من الإسكان بصفة مؤقتة أو دائمة نتيجة لعدة أسباب منها:-
- الحروب الأهلية أو الدولية التي ينتج عنها تدمير لبعض المناطق الآهلة بالسكان.
- الكوارث الطبيعية فالذين تهدمت بيوتهم ولا يجدون لأنفسهم مأوى آخرَ سواء كان ذلك نتيجة حرائق أو قدم المبنى وعدم صلاحيته الإنشائية أو تهدُّم المبنى نتيجة لحدوث بعض الكوارث الطبيعية مثل السيول أو الزلازل أو الأعاصير يلجأون إلى المناطق العشوائية.
- النازحون من الريف إلى المدينة للبحث عن فرص العمل.

وعلى إثر ذلك يتجه الأفراد إلى بناء مأوى لهم باستخدام بعض المواد الأولية البسيطة المتوفرة في البيئة التي يقيمون فيها مثل الأخشاب أو الطين أو باستخدام الصفيح والكرتون وأحياناً الأقمشة البالية وذلك طبقاً للحالة الاقتصادية حيث أن العشة المبنية من الأخشاب أو الطوب هي الأكثر تكلفة نتيجة لتدخل عامل محترف لبنائها بالإضافة إلى ارتفاع قيمة المواد الخام.
ويتَّسِم هذا النوع الهامشي من الإسكان بصغر المساحة الداخلية وذلك لعدم القدرة على تحمل التكاليف اللازمة للتوسع أو لمحدودية المساحة المُبنى عليها حيث يتراوح متوسط المساحة الداخلية للعشة ما بين (5م إلى 9م) كما يصعب تقسيمها من الداخل إلى أماكن للنوم والمعيشة وحمام ومطبخ كما هو متعارف عليه في نمط الإسكان العادي نظراً لضيق المساحة وكثرة الشاغلين من عدد أفراد الأسرة الواحدة كما يتَّسم هذا النمط الإسكاني بعدم وجود المرافق العامة وخاصة مياه الشرب النقية أو الصرف الصحي ويستعمل هذا النوع الإسكاني للنوم فقط أو الحماية من الأمطار أما باقي الأنشطة الأخرى فيتم تأديتها في الأماكن الخارجية المفتوحة أو اللجوء إلى المباني العامة أو دور العبادة إن وجدت للحصول على المياه النقية أو لقضاء الحاجة أما الإضاءة فأكثرهم يستخدم مواقد الإضاءة التي تعمل بالكيروسين أو سرقة التيار الكهربائي من أي مصدر متاح لهم. أما محتويات العشة الداخلية فهي في أغلب الأحيان تحتوي على سرير خشبي أو معدني صغير الحجم له عدة استخدامات منها النوم أو الجلوس عليه وهو يتسع لعدد محدود من الأفراد وهو مخصص للأطفال وعلى ذلك يلجأ باقي أفراد الأسرة إلى افتراش الأرض للنوم أو الجلوس وعادةً ما تكون الأرضية هي نفس التربة الطبيعية التي تم البناء عليها بدون تعديل أو تغطيتها بطبقة رقيقة من الإسمنت، أما الأسقف فهي من الأخشاب أو البوص التي يحرص السكان على تغطيتها بالمشمعات للوقاية من الأمطار.

## الخصوصية
تنعدم الخصوصية في هذا النمط الإسكاني نظراً لارتفاع معدل التزاحم داخل الوحدة والتلاصق الشديد بين الوحدات لدرجة أن بعضها تحيط به العشش من ثلاثة جهات. الأمر الذي يجعل كل ما يدور داخل إحدى العشش مشاعاً لدى العشش المجاورة. والمسائلة لاتحتاج تطفلاً بين السكان فالفواصل الخشبية أو المصنوعة من الكرتون تسمح بنقل الصوت إلى العشش المجاورة ومع وجود فتحات أو ثقوب بين هذة الفواصل يجعل الرؤية أمراً ميسوراً.

## الوضع الحالي

توزيع سكان الحاظرات الساكنين في العشوائيات في العالم حسب إحصائيات الأمم المتحدة

| 0-10 % 10-20 % 20-30 % 30-40 % 40-50 % | 50-60 % 60-70 % 70-80 % 80-90 % 90-100 % دون معلومات |

| منطقة                      | سكان مجموع | سكان الحاضرات | سكان الحاضرات     | سكان العشوائيات | سكان العشوائيات |
| منطقة                      | سكان مجموع | مجموع         | % من مجموع السكان | مجموع (تقدير)   | % من سكان الحضر |
| -------------------------- | ---------- | ------------- | ----------------- | --------------- | --------------- |
| المناطق المتطورة           | 1٬194      | 902           | 75,5 %            | 54,1            | 6,0 %           |
| المناطق النامية            | 4٬940      | 2٬022         | 40,9 %            | 869,9           | 43,0 %          |
| إفريقيا الشمالية           | 146        | 76            | 52,0 %            | 21,3            | 28,2 %          |
| إفريقيا جنوب الصحراء       | 667        | 231           | 34,6 %            | 166,2           | 71,9 %          |
| أمريكا اللاتينية والكاريبي | 527        | 399           | 75,8 %            | 127,6           | 31,9 %          |
| شرق آسيا                   | 1٬364      | 533           | 39,1 %            | 193,8           | 36,4 %          |
| آسيا الوسطى والجنوبية      | 1٬507      | 452           | 30,0 %            | 262,3           | 58,8 %          |
| جنوب شرق آسيا              | 530        | 203           | 38,3 %            | 56,8            | 28,0 %          |
| الشرق الأوسط               | 192        | 125           | 64,9 %            | 41,3            | 33,1 %          |
| أوقيانوسيا                 | 8          | 2             | 26,7 %            | 0,5             | 24,1 %          |
| دول أقل تطورا              | 685        | 179           | 26,2 %            | 140,1           | 78,2 %          |
| العالم                     | 6٬134      | 2٬923         | 47,7 %            | 924,0           | 31,6 %          |

## خصائص العشوائيات
- أحياء تنشأ في المدن بشكل عفوي.
- لا تخضع للمعايير العمرانية الحديثة.
- لا تستطيع التفاعل مع متطلبات الحياة العصرية.
- تعجز عن تقديم الخدمات الأساسية.
- لا تواكب الازدياد في الطلب (كماً ونوعاً).
- تولد مشاكل مزمنة: المواصلات، الصحة العامة، البيئة، الأمن.

## أسباب ظهور العشوائيات

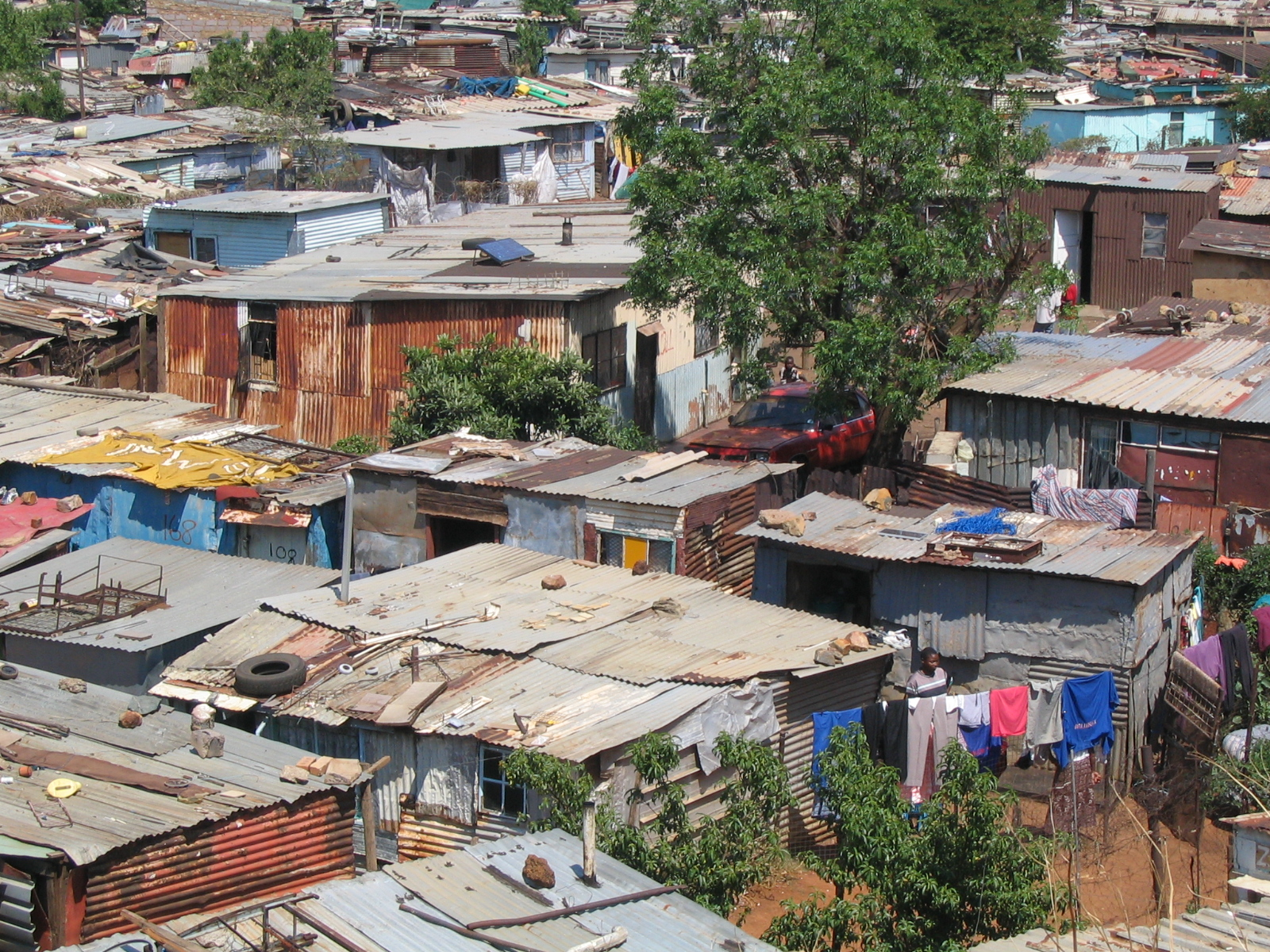
سكن عشوائي في إفريقيا الجنوبية سوويتيو

تعود مشكلة ظهور الإسكان العشوائي إلى بدايات القرن العشرين وذلك تواكباً مع التوسع العمراني السريع للمدن وإعادة التعمير بعد الحرب العالمية الثانية، ومع تمركز الخدمات والمصالح الحكومية في المدن الرئيسية وظهور العديد من الصناعات الحديثة أدى ذلك إلى زيادة الهجرة الداخلية للأفراد والنزوح من الريف إلى المدن سعياً وراء الحصول على فرص العمل.
ومع سعي هؤلاء النازحين من الريف إلى المدن للحصول على مسكن ملائم حسب مواردهم الضئيلة داخل الكتلة السكنية للمدن؛ فقد لجؤوا إلى أطراف المدينة حيث الأراضي الزراعية أو الصحراوية فأقاموا تجمعات عشوائية بتكاليف أقل ولكن دون أي خدمات وذلك بعد أن عجزت مواردهم عن تدبير تكاليف السكن داخل الكتلة السكنية الرسمية للـمدينة.
ولم تتنبه أجهزة هذه الدول إلى خطورة المشكلة في حينها ولم يتم اتخاذ أي إجراء لمواجهتها في البداية وترك الإسكان العشوائي ينمو وينتشر داخل الكتلة السكنية القائمة وعلى أطراف المدن.
وقد كانت هناك بعض العوامل القوية التي ساعدت على نمو وانتشار الإسكان العشوائي يمكن أن نلخصها فيما يلي:
1. سكن صفيحي من المغربزيادة معدلات النمو السكاني.

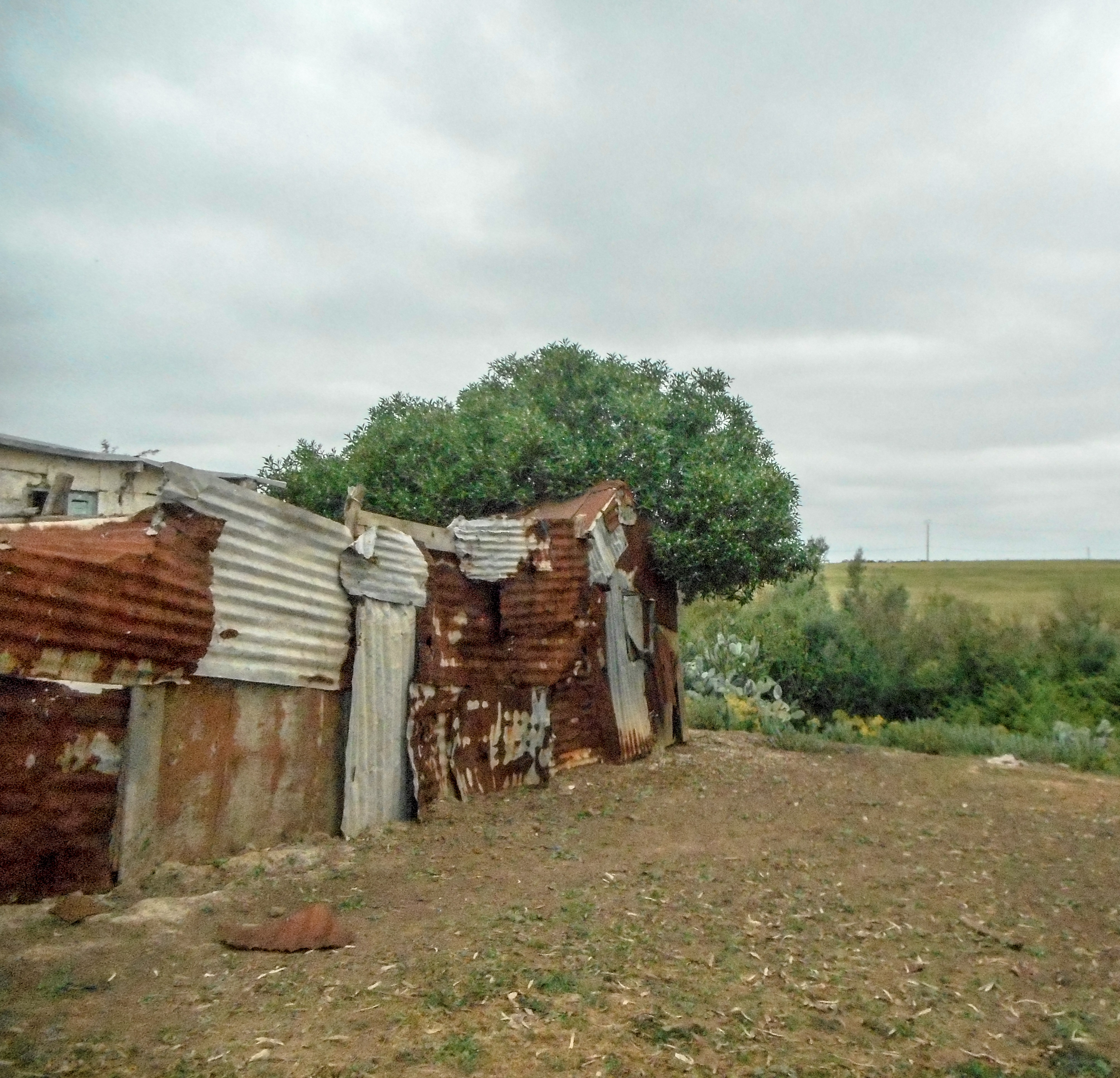
سكن صفيحي من المغرب

2. النقص في عدد الوحدات السكنية وزيادة الطلب عليها نتيجة الهجرة السريعة من الريف إلى المدينة.
3. أصبحت المدن الرئيسية شديدة الجذب نتيجة تمركز الخدمات وفي المقابل أصبحت المدن الريفية شديدة الطرد نتيجة ندرة الخدمات والإمكانيات بها.
4. ارتفاع أسعار الأراضي والشقق السكنية في المناطق الرسمية والتي تتمتع بالمرافق العامة (مياه نقية – صرف صحي – كهرباء – شوارع مناسبة).
5. ضعف الاستثمارات الحكومية والقطاع الخاص في مجال الإسكان المنخفض التكاليف.
6. التهاون مع منتهكي القوانين ومغتصبي الأراضي من قبل الجهات الرسمية نتيجة لعدم توافر بدائل أخرى مناسبة، فأصبحت هذة المناطق تفرض أمراً واقعاً وشكلت جماعات ضغط أجبرت الحكومات على مد المرافق إليها.
7. زيادة القيمة الإيجارية للمعروض من الإسكان.
8. رغبة الأهالي في سكن أبنائهم وأقاربهم بجوارهم.
9. محدودية المساكن الشعبية.

وترجح الدراسات نمو العشوائيات أساسا إلى عدم تنفيذ القوانين الخاصة بالمباني وكذلك حماية الأراضي المملوكة للدولة في مقابل تقاعس الأجهزة الحكومية المعنية عن التنفيذ، وكذلك ضعف الاهتمام بالتنمية الإقليمية والتي تهدف إلى إعادة توزيع سكان البلاد والخروج من الوادي الضيق إلى مجتمعات جديدة تستقطب تيارات الهجرة، والأهم من ذلك خلل سوق الإسكان وانخفاض المعروض من الوحدات السكنية وعدم ملائمة العرض مع نوعية الطلب حيث انخفضت نسبة الإسكان الاقتصادي من إجمالي الوحدات السكنية.

## آليات التصميم والبناء
تتسم عمليات تصميم المباني في أغلب الأحيان بطريقة أجتهادية عن طريق مالك قطعة الأرض أو عن طريق صغار المقاولين الذين يسيطرون على أعمال البناء في هذه المناطق، فيقوم المقاول بأعمال التصميم والتنفيذ وتعتبر الوحدة السكنية المكونة من ثلاثة غرف هي المفضلة وهي التي تمثل أيضاً غالبية هذه الوحدات، إذ أن هذا التصميم يتلاءم مع طبيعة الأسرة ويقتصر دور المالك على أعمال الأشراف والتوجيه أو شراء المواد الخام وتأجير العمالة اللازمة للبناء. وفي أغلب الأحيان يعتمد السكان في تمويل عمليات البناء على مواردهم الخاصة فيتم في المرحلة الأولى بناء دور يصلح للسكن وينتقل إليه هو والأسرة للمعيشة وعند توفر الإمكانيات يتم الامتداد الرأسي.
وأغلب المباني في هذه المناطق بارتفاع دور أو اثنين وبعضها يصل إلى ثلاثة وأربعة أدوار ولكن يندر أن نجد مبنى يتجاوز هذا الارتفاع، ولا تختلف طريقة البناء في هذه المناطق عن مثيلاتها في الكتلة السكنية الرسمية حيث تستخدم طريقة البناء بالهياكل الخرسانية أو الحوائط الحاملة ولكن يترك أغلبها بدون بياض خارجي وبعضها يستخدم مواد رخيصة في التشطيبات ويغلب على هذه المناطق الذوق الريفي. أما بالنسبة للمرافق العامة فإن هذه المناطق تعاني نقصاً شديداً في المرافق العامة ويعتمد السكان على دق طرمباط لسحب المياه الجوفية واستعمالها في حياتهم اليومية. أما الصرف الصحي فهو يتم عن طريق عمل (الترنشات أو البيارات) للصرف الجوفي في باطن الأرض وعند الامتلاء يتم النزح بالطريقة اليدوية أو الألية. أما الكهرباء فيستعوض عنها بالأجهزة التي تضاء بالكيروسين.
وتعاني هذه المناطق من مشكلة القمامة التي لم يُوْجد لها حلٌّ حيث يتم إلقائها في الشوارع أو في الأراضي التي لم يتم البناء عليها بعد ويساهم هذا الوضع في جعل هذه البيئة غير صحية ومصدراً دائماً للناموس والحشرات الضارة والقوارض والحيوانات الضالة، وتخطيط هذه المناطق تغلب عليه سمات تكاد تكون موحدة من حيث عرض الشوارع الذي يتراوح ما بين أربعة أمتار للشوارع الجانبية وستة أمتار للشوارع الرئيسية وأطوالها من (300م – 400م) وقطع الأراضي تتراوح مساحتها ما بين (40م – 60م) وبالنسبة للفراغات والمساحات الخضراء فلا وجود لها وذلك بخلاف التتابع البصري والفراغي فهذه تعتبر رفاهية لا مكان لها في هذه المناطق والاستخدام الأكثر شيوعاً هو الاستخدام السكني.

## سلبيات السكن العشوائي

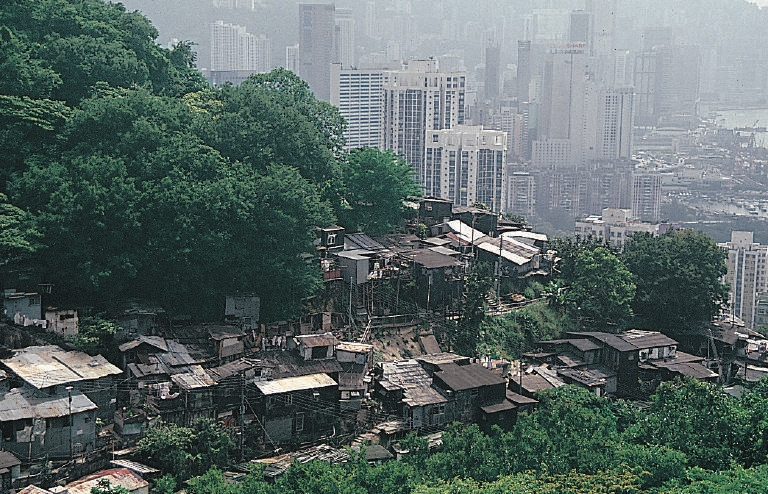
سكن عشوائي في تاي هانج، هونغ كونغ

ويمكن رصد بعض السلبيات الناتجة عن الإسكان العشوائي في عدة نقاط:
- إضافة نسيج عمراني مشوه إلى الكتلة العمرانية الأساسية.
- النقص الشديد في المرافق العامة خاصة في الصرف الصحي مما أدى إلى أضافة كتلة عمرانية ملوثة للبيئة نتيجة الصرف الجوفي عن طريق البيارات أو الترنشات في باطن الأرض.
- عدم وجود كهرباء أدى إلى فرض حياة بدائية على السكان واستخدامهم للكيروسين في الإضاءة ومواقد الطبخ.
- التزاحم الشديد للمباني وعدم ترك فراغات أدى إلى فقدان الخصوصية وزيادة درجة التلوث السمعي والبصري فساعد ذلك على زيادة الأمراض البدنية والاجتماعية والنفسية أيضاً بين هذه الفئات من السكان.
- نتج عن التخطيط العشوائي القائم على اجتهادات شخصية سواء كان ذلك في التخطيط العام أو في مساحات قطع الأراضي المخصصة للوحدة السكنية أو التصميم الداخلي للوحدة السكنية مناطق مشوهة عمرانياً ومعمارياً يصعب معها الإصلاح ومحاولة الارتقاء بها.
- أسفرت هذه المناطق عن ضياع أجزاء كبيرة من الأراضي الزراعية التي تم تحويلها إلى اراضٍ للبناء مما أثر على الناتج القومي لهذه الدول، وبالرغم من محاولات الحد من انتشار الإسكان العشوائي وخاصة بتجريم البناء على الأراضي الزراعية إلا أن هذه المحاولات تعتبر ضعيفة جداً إذا ما قورنت بسرعة انتشار ونمو هذا القطاع في ظل قوانين وتشريعات ورقابة ضعيفة. إلا أن بعض المحاولات الدولية والحكومية والفردية أيضاً للارتقاء بهذه البيئة السكنية تواجهه صعوبة شديدة جداً نظراً للنسيج العمراني المعقد وزيادة الكثافة السكانية والبنائية لهذه التجمعات وعلى ذلك فقد اقتصرت محاولات الارتقاء على إمداد هذه المناطق بالمرافق العامة (المياة النقية الصالحة للشرب، الصرف الصحي، الكهرباء) دون أن تمتد إلى النواحي التخطيطية والفراغات العمرانية والنواحي الاجتماعية لهذا المجتمع، وبالرغم من ذلك، فقد سجل هذا النمط بعض الإيجابيات يمكن الاستفادة منها لتوجيه هذا النمط نحو أساليب عمرانية تتناسب مع النسيج العمراني للمدن وتتلافى السلبيات التي نتجت عنه ومنها:
- أن الإسكان العشوائي جاء مميزاً من الناحية الإنشائية حيث اعتمد البناء على أسلوب الهيكل الخرساني أو الحوائط الحاملة كمثيلة في الكتلة العمرانية المخططة رسمياً.
- الالتزام الجماعي في المناهج البنائية من حيث التخطيط وأبعاد قطع الأراضي وانتظام الارتفاعات تماشياً مع العرف السائد في المنطقة وهو يعتبر بديلاً أو مكملاً للقوانين والاشتراطات التشريعية الخاصة بالبناء.
- يسمح النمو التدريجي للمسكن بالمرونة حيث يتوافق المسكن مع احتياجات الأسرة المستقبلية ويراعي الإمكانيات الاقتصادية المستغليين للوحدة السكنية.
- اعتمد هذا القطاع على الجهود الذاتية من حيث التمويل والحصول على مواد البناء ولا يلجؤون إلى دعم أو معونة من الجهات الرسمية.

ومن خلال ما تقدم يمكن استنتاج بعض الحلول العملية للحد من انتشار ظاهرة الإسكان العشوائي ومنها:
- طرح أراضٍ مخططة ومخصصة للبناء تتناسب مع احتياجات الأسرة الحالية والمستقبلية وبأسعار مناسبة ومزودة بالمرافق العامة الأساسية.
- توفير نماذج تصميمية معمارية تراعي العادات والتقاليد الشعبية لهذه المناطق والالتزام بتنفيذها وذلك للحد من الاجتهادات الشخصية.
- إحكام الرقابة على حدود المدن والأراضي التابعة للدولة وتجريم البناء عليها.
- إصدار قوانين وتشريعات بنائية حاكمة تتلافى الثغرات الموجودة في القوانين الحالية.

كل ذلك من أجل الحفاظ على جمال الهوية العمرانية للنسيج العمراني للمدن والحفاظ على هيئتها وثقافتها وتاريخها الذي يميّزها عن بقية المدن بالإضافة إلى تحقيق توازن للحياة الاجتماعية التي هي نتاج قيم إنسانية متوارثة وأن توضع تشريعات بنائية تحترم ظروف المجتمع وتاريخه واحتياجاته الحالية والمستقبلية وصيانتها وهي التي تختلف من مكان إلى آخر في جميع مدن العالم.

### الخدمات الاجتماعية
أما الخدمات الاجتماعية مثل المنشآت الصحية والتعليمية وأقسام الشرطة وغيرها فلا وجود لها على الإطلاق، ويغلب على هذه المناطق الطابع الريفي ويظهر ذلك في العادات والسلوكيات السائدة بين السكان مثل تربية الطيور والمواشي داخل المنازل أو على أسطحها وجلوس السيدات للتسامر على أبواب المنازل أو القيام ببعض الأعمال المنزلية مثل الطهو أو الغسيل.
ومن خلال استعراض الملامح العامة للبيئة العمرانية للإسكان العشوائي نلاحظ أنه يؤثر تأثيراً سلبياً على المجتمع وحياة الأسر القاطنة فيه بشكل مباشر. فهو يحتوي على أقل ما يمكن لتوفير مأوى سكنيٍّ للفرد والأسرة. وتسجل هذه المناطق معدلات عالية جداً في التزاحم سواء داخل الكتلة السكنية أو خارجها حيث أن المساحة الداخلية للوحدة الواحدة تتراوح ما بين 40م-60م بما فيها السلالم والمناور وهي التي يصعب تصميمها وتقسيمها من الداخل لكي تتلائم مع احتياجات الأسرة المكونة من 5 أفراد وذلك يؤثر بالسلب على درجة الخصوصية المحققة للمسكن سواء كان ذلك من الداخل أو الخارج فنجدها في أدنى مستوياتها إذا ما قورنت بدرجة الخصوصية المرغوب فيها.
كما تفتقر هذه المباني إلى التهوية الصحيحة نظراً لأن المبنى الواحد تحيط به المباني من ثلاثة جهات مما يجعل مسألة دخول أشعة الشمس والتهوية الطبيعية أمراً في غاية الصعوبة. كما يؤثر هذا النسيج العمراني على أخلاقيات الأفراد وأحساسيسهم ونفسياتهم وطبائعهم، وقد أثبت الباحثون أن الفراغات العمرانية وتشكيلاتها وأبعادها وأسلوب توظيفها يؤثر بشكل واضح ومباشر على نشاط وسلوك السكان وكذلك في العلاقات الاجتماعية بينهم.

### المرض سمة عامة

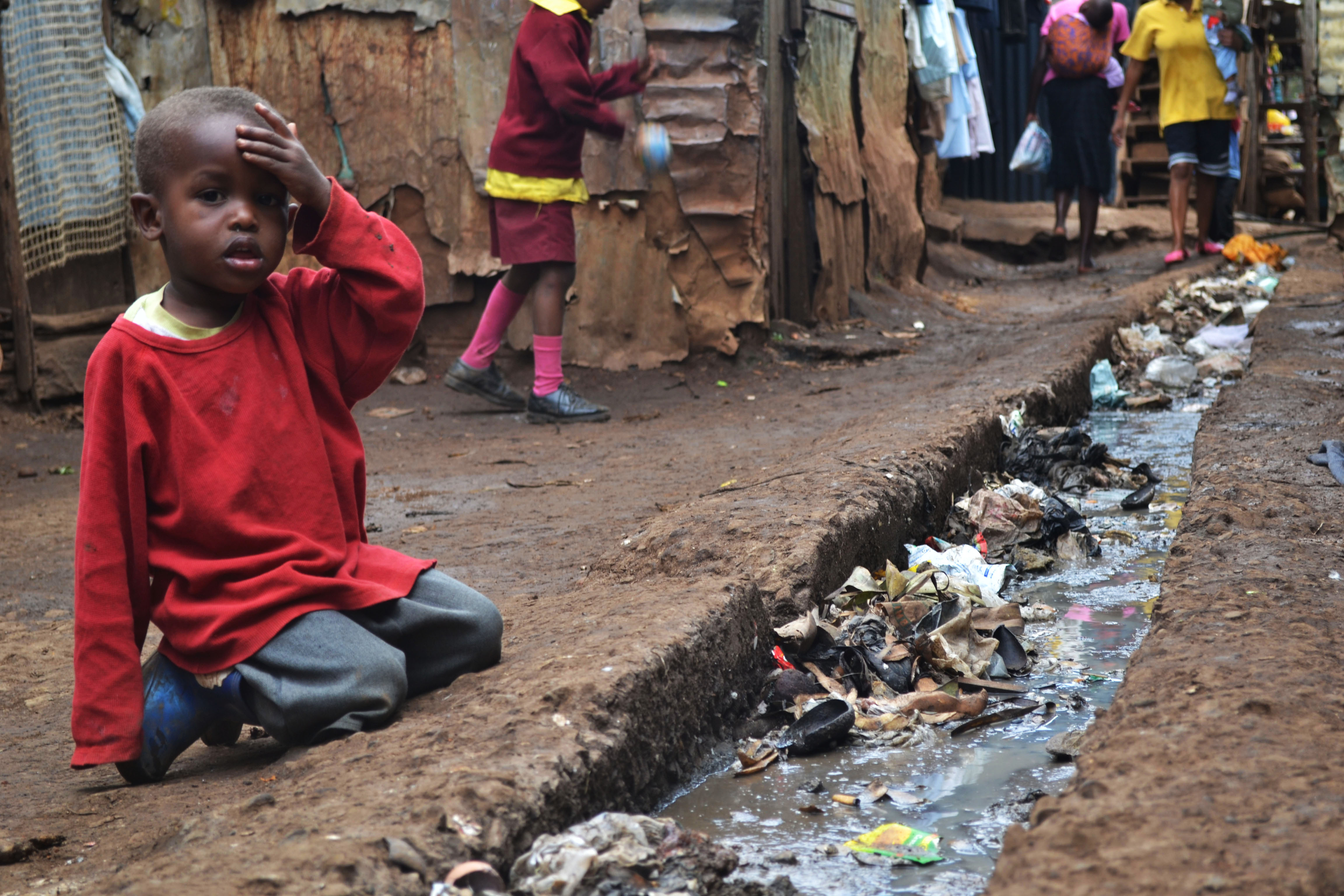
طفل في مجمع سكن عشوائي نيروبي كينيا

إن مجتمع العشش وخاصة الذي اتخذ شكلاً دائماً من التوطين يعتبر مرتعاً للأمراض فهو يعتبر بيئة صالحة لانتقال العدوى نظراً لتوافر عدة أسباب منها:
- ارتفاع معدلات التزاحم داخل العشة وخارجها مما يسهل عملية انتقال العدوى.
- عدم توافر مصادر المياه النقية والصرف الصحي للمخلفات.
- عدم الاهتمام بالنظافة العامة للمنطقة نتيجة إهمال المسؤوليين لهذه المناطق واعتبارها مناطق إسكان غير رسمية.
- لجوء بعض ساكني العشش وخاصة العائلات المحافظة بعمل حمام داخلي خاص بدلاً من اللجوء إلى الأبنية العامة أو دور العبادة خوفاً من المضايقات أو التحرشات التي يواجهونها؛ الأمر الذي يؤدي إلى انبعاث الروائح الكريهة داخل العشة نتيجة صغر الحجم وعدم وجود تهوية مناسبة.

ويعتبر سوء التغذية سمة عامة لهذا النمط الإسكاني نظراً لضعف الدخل الأسري حيث يعمل هؤلاء السكان في أعمال متدنية ذات دخول بسيطة جداً وغير ثابتة فهي لا تكفي لسد حاجات الأسرة الأساسية فيتجه كل الدخل لشراء الوجبات الرخيصة لسد جوع الأطفال الذين يكثر عددهم داخل الأسرة الواحدة. ومن الأمراض البدنية التي أصبحت متوطنة نتيجة سوء التغذية وتأثير البيئة المحيطة هي:-
- الشعور بالتعب والإرهاق وعدم كفاءة الصحة البدنية لدى الكبار والصغار على حد سواء.
- الأمراض الصدرية كالالتهاب الدائم للشعب الهوائية – السل نتيجة عدم وجود التهوية المناسبة.
- الأمراض الباطنية كالملاريا والإسهال والديدان المعوية نتيجة سوء التغذية واستخدام المياه الملوثة.

كل ذلك بالأضافة إلى الأمراض النفسية نتيجة لوجود ثقافة الفقر وعدم القدرة على مجاراة العالم الخارجي في الإمكانيات ومستوى المعيشة فيتولد لدى هؤلاء الشعور بالعدوانية وخلق شخصية غير سوية لديها إحساس باتهام هذا العالم الخارجي بأنه سبب لما هم فيه ويرجع ذلك إلى الإهمال الشديد لهذه الطبقة من المسؤولين الرسميين أو من الجمعيات الأهلية الخيرية، فيتولد لدى هؤلاء الإحساس بالغربة الاجتماعية، الأمر الذي يتحول بعد ذلك إلى الاستعداد الكامل لاستخدام العنف ضد المجتمع الخارجي ومع الميل الشديد للانحراف نتيجة الظروف الحياتية وعدم وجود توعية أجتماعية أو دينية.
وبالرغم من وجود هذا النمط الإسكاني المتدني في العالم كله وخاصة دول العالم الثالث إلا أن محاولات إصلاحه أو إزالته أو حتى الحد من انتشاره لا تصل إلى المستوى المطلوب فالكثير من مشاكل هذا النمط الإسكاني يتم مناقشته في القاعات المكيفة مكتفين بعرض المأساة التي يعيشها هؤلاء مع تقديم بعض الحلول النظرية التي لا ترقى إلى محاولة التفكير في تنفيذها، الأمر الذي سوف يزيد من تعقيد هذه المشكلة نتيجة الزيادة الطبيعية لهذا المجتمع وتأثيره على المجتمع ككل، وذلك بإفرازه لشريحة اجتماعية ذات مستوى إنتاجي واقتصادي واجتماعي متدنٍ جداً لديها كل الأسباب للتوجه نحو تدمير المجتمع المحيط بهم نتيجة إحساسهم بالظلم الفادح الواقع عليهم.

### معدلات إنجاب ووفيات مرتفعة
تسجل هذه المناطق معدلات إنجاب ووفيات مرتفعة نظراً لسوء الرعاية الصحية أو انعدامها في كثير من المناطق ولجوء الأهالي إلى الوصفات الشعبية للعلاج كنوع من أنواع الطب البديل. حيث لا يستطيع معظمهم تحمل تكاليف العلاج في المستشفيات أو العيادات ولا ينحصر ارتفاع معدلات الوفيات نتيجة إلى نقص الرعاية الصحية أو سوء وتدني مستوى المعيشة فقط وكثيرا من الأشياء الأخرى وإنما يُضاف إليه عنصر آخر وهو كثرة المشاحنات البدنية واستخدام الآلات الحادة وهو الأمر الذي يترتب عليه قتل أحدهم ودخول السجن للطرف الأخر ويرجع ذلك إلى الجو النفسي المشحون الذي تتسم به هذه المناطق.